# 로스 154
로스 154 (Ross 154) 또는 궁수자리 V1216(V1216 Sgr)은 남반구 황도대의 궁수자리 방향에 있는 항성이다. 겉보기등급은 10.44로 너무 어두워서 맨눈으로 볼 수 없다. 로스 154를 관측하려면 관측 조건들이 최적인 상황을 가정했을 때 최소 구경 6.5 cm (3 인치) 망원경이 필요하다. 시차 자료로 측정한 이 항성까지의 거리는 9.69 광년 (2.97 파섹)이다. 로스 154는 궁수자리의 항성들 중 지구에서 가장 가까우며, 태양계에 매우 가까운 항성들 중 하나이다.

## 상세
로스 154는 1925년 미국 천문학자 프랭크 엘모어 로스가 최초로 성표에 등록했다. 그는 이 별을 새로 발견한 변광성들의 네 번째 목록에 수록했다. 1926년 로스는 동료 천문학자 E. E. 바너드가 찍어 놓은 사진건판들을 대조하여 측정이 가능한 수준의 고유운동을 보인 항성들을 정리했다. 그는 이렇게 정리한 항성들을 그의 두 번째 항성 목록에 수록했으며 여기에 이 별이 포함되었다. 1937년 월터 오코넬은 남아프리카 공화국 요하네스버그 소재 예일 망원경으로 촬영한 사진건판들을 이용하여 예비 시찻값 0.362 ± 0.006 초각을 얻었다. 이 값은 당대 발견된 근지구 항성들 중 여섯 번째로 가까운 것이었다.
로스 154는 평균적으로 약 2일 간격을 두고 큰 섬광을 일으키는 고래자리 UV형 섬광성임이 밝혀졌다. 1951년 오스트레일리아에서 이 플레어 활동을 최초로 관측했으며 당시 항성의 겉보기등급은 0.4가 증가했다. 일반적으로 이 별은 플레어가 일어날 때 밝기가 3~4 등급이 증가한다. 별 표면의 자기장은 대략 2.2 ± 0.1 kG의 힘을 지닌다. 로스 154는 엑스선원으로 여러 엑스선 천문대에서 이 별의 엑스선 방출 현상을 관측한 바 있는데 로스 154의 엑스선 광도는 그리 강하지 않아서 약 9 × 1027 ergs s−1이다. 찬드라 관측소는 이 별에서 방출되는 엑스선 섬광을 관측해 왔는데 특히 거대한 섬광은 2.3 × 1033 erg에 해당하는 에너지를 뿜는다.
로스 154의 분광형은 M3.5 V로 중심핵에서 수소 융합으로 에너지를 만들어내는 적색왜성이다. 질량은 태양의 17%, 반지름은 24% 정도이나 광도는 태양의 0.38%밖에 되지 않는다. 대류가 표면에 가까운 층들에서만 일어나는 태양과는 달리 질량이 작은 적색왜성은 내부가 전부 대류층으로 되어 있다. 자전 속도가 상대적으로 빠른 것으로 보아 로스 154는 아마도 나이가 10억 년이 채 되지 않는 젊은 별인 것 같다. 헬륨보다 무거운 원소가 포함된 비율은 태양의 대략 절반 수준이다.
로스 154 주변에서 질량 작은 동반천체가 아직 발견된 바는 없으며 별주위 먼지의 존재를 추정케 하는 적외선 초과 방출조차 감지되지 않는다. 대략 나이가 1천만 년이 넘는 M형 항성계에서는 이런 먼지 원반 물질들을 항성풍이 쓸어내 버렸기 때문에 찾아보기 힘들다. 로스 154의 은하좌표계 내 우주속도 요소들은 [U, V, W] = [–12.2, –1.0, –7.2] km s−1이다. 이 별이 특정한 항성 운동군의 일원인지 여부는 밝혀지지 않았으며 이심률 0.052의 궤도를 그리면서 은하중심에서 27.65–30.66 kly (8.48–9.40 kpc) 만큼 떨어져 은하중심을 공전하고 있다. 태양에 비해 속도가 낮기 때문에 젊은 원반(항성종족 I) 항성으로 생각된다. 로스 154는 앞으로 15만 7천 년 후 태양계에 6.39 ± 0.10 ly (1.959 ± 0.031 pc)까지 접근할 것이다.

## 같이 보기
- 가까운 항성 목록